# Gloria Macapagal-Arroyo
Pour les articles homonymes, voir Arroyo.
Gloria Macapagal-Arroyo, née le 5 avril 1947 à Manille, est une femme d'État philippine. Elle est la première femme vice-présidente, du 30 juin 1998 au 20 janvier 2001, et elle est aussi la deuxième femme présidente des Philippines, du 20 janvier 2001 au 30 juin 2010. Elle est députée de Pampanga depuis le 30 juin 2010.
Elle est emprisonnée cinq ans, de 2011 à 2016, soupçonnée de s’être appropriée des fonds publics destinés à des programmes caritatifs lorsqu'elle était au pouvoir et revient en politique en 2016.

## Jeunesse
Elle est la fille de l'ancien président Diosdado Macapagal (1910-1997) et d'Evangelina Macaraeg-Macapagal (1915-1999). Elle fait des études d'économie aux États-Unis. 

## Carrière politique
De 1989 à 1992, elle est sous-secrétaire d'État au Commerce et à l'Industrie dans le gouvernement de Corazon Aquino. En 1992, elle est élue sénatrice puis réélue en 1995 jusqu'en 1998. Le 30 juin 1998, elle devient vice-présidente et secrétaire d'État aux Affaires sociales et au Développement, poste qu'elle quitte en octobre 2000.

## Présidence

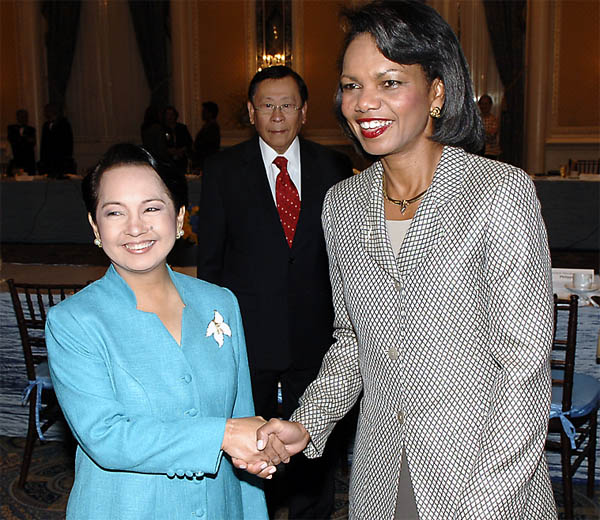
Gloria Macapagal-Arroyo et Condoleezza Rice en 2007.

En janvier 2001, la Cour suprême des Philippines déclare le poste de président vacant à la suite du départ anticipé du président en titre, Joseph Estrada, impliqué dans une affaire de détournement de fonds. Le 20 janvier 2001, Gloria Macapagal-Arroyo est nommée présidente. Elle procède à plusieurs nominations de femmes ambassadeurs dans les pays asiatiques dirigés par des hommes. 
En mai 2004, à l'élection présidentielle, elle est opposée à quatre autres candidats dont l'acteur Fernando Poe Jr., qui bénéficie du soutien de proches de l'ex-dictateur Ferdinand Marcos et de l'ex-président Joseph Estrada. Après plusieurs semaines de contestation des résultats du scrutin par celui qui est surnommé le « John Wayne des Philippines », dans tout le pays, elle est finalement déclarée vainqueur, avec plus d'un million de voix d'avance,.
Le 16 novembre 2004, douze ouvriers agricoles grévistes et deux enfants sont tués dans un assaut policier ordonné par le gouvernement.  
En juillet 2005, une crise éclate à la suite de la diffusion d'enregistrements de ses conversations téléphoniques avec un haut responsable de la commission électorale qui tendent à prouver l'existence de fraude électorale lors des élections de mai 2004. Dix de ses ministres démissionnent, et l'ancienne présidente, Corazon Aquino demande son départ. Mais elle reste en poste.
Le 21 juin 2006 au soir, elle est hospitalisée à Manille pour des douleurs abdominales. Le 24 juin 2006, peu après sa sortie d'hôpital, elle signe, malgré de nombreuses protestations, une loi, approuvée par le Congrès deux semaines auparavant, abolissant la peine de mort. Et ceci à la veille de son voyage en Espagne, en Italie et au Vatican. 
En 2004, elle est classée neuvième dans la liste des femmes les plus puissantes du monde selon Forbes et en 2005 quatrième.
En novembre 2009, se produit sous son administration ce qui reste comme l'événement le plus meurtrier dans l'histoire du journalisme. Dans le sud de l'île de Mindanao, des dizaines de personnes dont 32 journalistes sont exécutées alors qu'elles accompagnaient un candidat de l'opposition dans sa campagne pour la fonction de gouverneur. Les Philippines sont considérées comme le troisième pays le plus dangereux au monde pour les journalistes par le Comité pour la protection des journalistes.

## Arrestation et retour en politique
Peu après l’élection de Benigno Aquino III, Gloria Arroyo est arrêtée à la suite d'une plainte de la Commission des élections (COMELEC), alors qu'elle se trouve à l’hôpital pour une intervention à la colonne vertébrale. Elle reste confinée à l’hôpital Saint Luke de Taguig puis, à partir de 2012, au Veterans Memorial Medical Center à Quezon City jusqu'au 19 juillet 2016, date à laquelle la Cour suprême l’acquitte, quelques semaines après l’élection de Rodrigo Duterte.
Elle est réélue représentante de la deuxième circonscription de Pampanga en 2016, puis devient la première femme présidente de la Chambre des représentants des Philippines en 2018. En 2020, elle est nommée conseillère du président Rodrigo Duterte sur les projets de la Clark Freeport and Special Economic Zone (zone économique regroupant entre autres l'aéroport international de Clark et New Clark City).

## Vie privée
Gloria Macapagal-Arroyo est mariée depuis le 2 août 1968 à José Miguel Tuason Arroyo, dont elle a trois enfants : Juan Miguel en 1969, Evangelina Lourdes en 1971 et Diosdado Ignacio José María en 1974. 

## Distinctions
- Docteure honoris causa de l'Université Waseda[12]